# Southcore Financial Centre (Toronto)
Das Southcore Financial Centre ist ein  Büro- und Hotelkomplex in Toronto, Ontario, Kanada. Der Centre besteht aus drei separaten Hochhäusern, PWC Tower, Bremner Tower und dem Hotelgebäude Delta Toronto. Der genaue Standort der Gebäude befindet sich auf der 18 York Street im südlichen Bereich des Financial District. Der Gebäudekomplex wird von GWL Realty Advisors gebaut und später von bcIMC Realty Corporation betrieben.

## Bremner Tower
Der Bremner Tower gehört zum South Core Financial Centre und verfügt über 30 Etagen und erreicht eine Höhe von 135 Metern. Der Baubeginn des Gebäudes war im Jahr 2011. Die  Fertigstellung war im Sommer 2014. Das Gebäude verfügt über 14 Aufzüge und eine Garage mit 243 Abstellplätzen.

## PWC Tower
Der PWC Tower ist ein Gebäude, welches zum Southcore Financial Centre gehört. Das Gebäude verfügt über 26 Etagen und einer Tiefgarage mit ca. 253 Abstellplätzen. Das Gebäude wird über 12 Aufzüge verfügen.

## Delta Hotel
Das Delta Hotelgebäude im Southcore Financial Centre verfügt über 47 Etagen und erreicht eine Höhe von 159 Metern. Der Bau wurde 2011 begonnen und im Sommer 2014 abgeschlossen. Das Vier-Sterne-Hotel wird über 566 Zimmer verfügen und wird von Delta Hotels and Resorts betrieben.